# Friedrich Ernst Dorn
Friedrich Ernst Dorn (n. Guttstadt (Dobre Miasto), 27 de julio de 1848 - f. Halle, 16 de diciembre de 1916) fue un físico alemán que descubrió que una sustancia radiactiva, más tarde llamada radón, era emitida por el radio.

## Vida y obra
Dorn nació en Guttstadt (Dobre Miasto), provincia de Prusia, y murió en Halle, provincia de Sajonia. Fue educado en Königsberg y comenzó su carrera profesional como profesor universitario. En 1885, en la Universidad de Halle, Dorn se hizo cargo del puesto de profesor personal ordinario de física teórica en sustitución de Anton Oberbeck. Ya que Dorn ya era un profesor ordinario, se le permitió asumir el título para no aparecer como si hubiera sido degradado. En 1895, Dorn sucedió a Hermann Knoblauch en Halle como profesor ordinario de física experimental y director del Instituto de Física. Los derechos anteriores de Dorn fueron asumidos por Karl Schmidt, quien había sido un profesor privado y fue llamado como profesor extraordinario de física teórica.

### Descubrimiento del radón
En 1900, Dorn publicó un documento en el que describía los experimentos que repitió, ampliando algunos trabajos anteriores de Ernest Rutherford sobre el torio. Dorn verificó la observación de Rutherford de que un material radiactivo fue emitido por el torio, y descubrió que una emisión similar se presentaba en el elemento radio, también radiactivo. El trabajo adicional de Rutherford y Soddy demostró que la emisión era similar tanto en el caso del torio y del radio, que dicha sustancia emitida era un gas, y que en realidad era un nuevo elemento.
Dorn llamó simplemente "emanación" al producto gaseoso radiactivo emitido por el radio, pero en 1904 Rutherford introdujo el nombre de "emanación de radio" para el mismo material. Ramsay más tarde sugirió "niton", de la palabra latina "nitens", que significa "brillante". En 1923 el nombre fue cambiado nuevamente, esta vez al nombre definitivo, radón, por un comité internacional de científicos.

### Controversia sobre el descubridor
Marshall y Marshall han examinado los documentos originales que condujeron al descubrimiento del gas radón y su trabajo debe ser consultado para una información completa, acompañada de amplias referencias. Los autores concluyen que en realidad es a Rutherford a quien se debe otorgar el mérito de la detección del radón ya que él fue el primero en detectar el elemento que se emitía desde cualquier radioisótopo (torio) y el primero en demostrar la naturaleza gaseosa del radón. Rutherford fue también el primero en integrar su propio trabajo sobre el radón con los de otros investigadores que estudiaron la masa atómica del radón, su espectro, y su posición en la tabla periódica.